# Lamentación (Petrus Christus, Nueva York)
Lamentación de Petrus Christus en el Museo Metropolitano de Arte en Nueva York es una pequeña pintura al óleo (21,6 x 35,9 cm), sobre panel de madera de roble. Del mismo tema, Petrus Christus también pintó otra Lamentación, una pintura de gran tamaño (98 x 188 cm), que se mantiene en los Museos Reales de Bellas Artes de Bélgica en Bruselas, y una Piedad, una pintura pequeña (38 × 30 cm) del Museo del Louvre de París, la atribución de las mismas es indiscutible.

## La lamentación en el ciclo de la Pasión de Cristo
La lamentación es un episodio de la Pasión de Cristo que se realiza al final de la misma. Ocurre después del descenso de la cruz y antes de su entierro.
En el viacrucis de la Iglesia católica el episodio aparece en la decimotercera o penúltima estación. En la escena de lamentación (Lucas, XXIII, 49 , o Juan, XIX, 38 2) se encuentran Jesús, su madre, las tres Marías María Magdalena, María Salomé y María de Cleofás, el apóstol Juan y con frecuencia otras personas que habían estado previamente presentes al pie de la cruz, como José de Arimatea y Nicodemo. A partir de la Edad Media y hasta el Renacimiento, también podían incluirse los donantes, o los santos patronos de la iglesia para la que se encargó la obra. Cuando la iconografía destaca la imagen solitaria de María con su hijo Jesús tumbado sobre su regazo se le puede llamar a este grupo como una Piedad o Mater dolorosa. En contraste, la lamentación, muestra una escena más amplia con la aparición de otros personajes.

## Descripción
La Lamentación, del museo Metropolitano, fue probablemente, por sus pequeñas dimensiones, realizada para devoción privada. Esta pintura describe la lamentación de acuerdo con el Evangelio de Juan donde hay la única historia que cuenta el episodio con la presencia simultánea de José de Arimatea y Nicodemo. Ambos sostienen el cuerpo de Cristo por la cabeza y los pies, mientras que María Magdalena y el apóstol Juan están sosteniendo a la Virgen María. La postura de María hacia su hijo crucificado, pone de relieve los temas de la compasión y la co-redención, donde la Virgen siente la empatía de los tormentos de Cristo y comparte su función de Redentor.

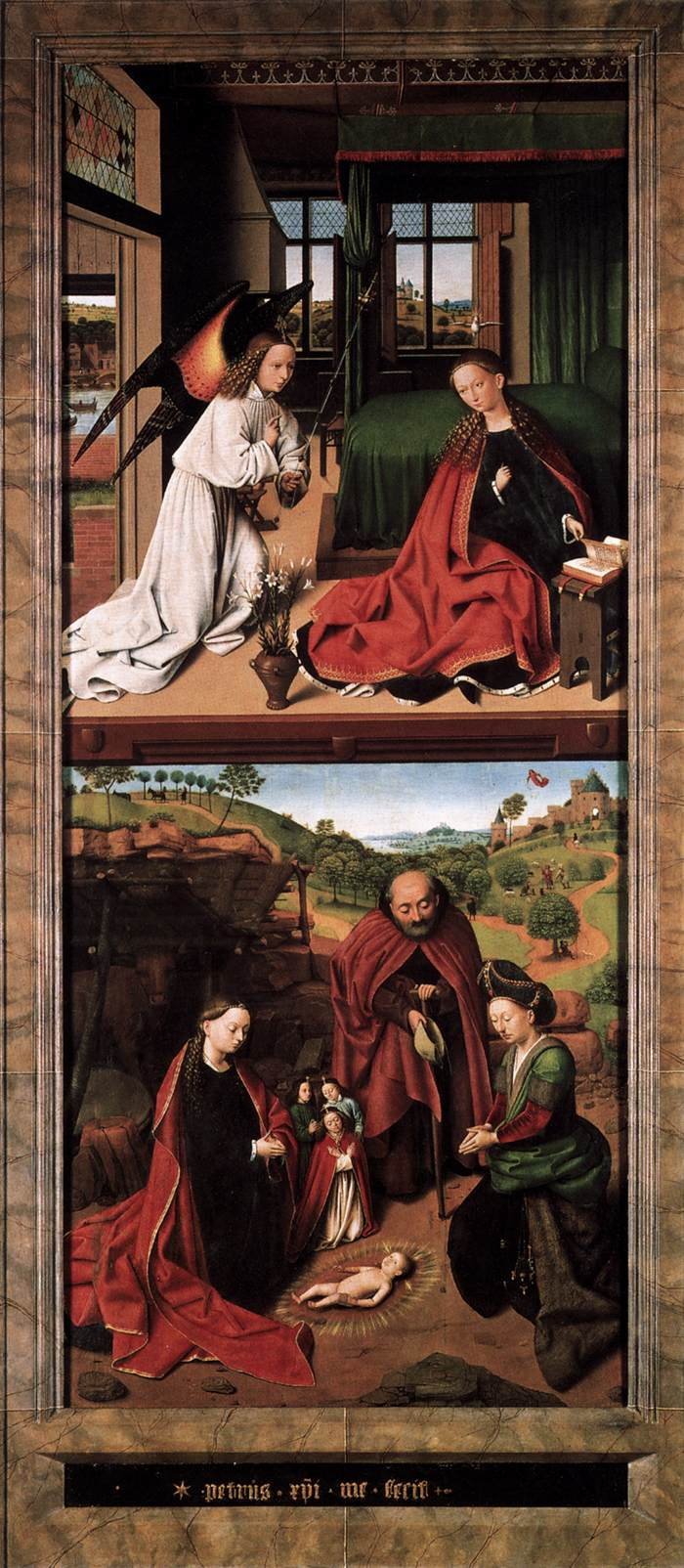
Anunciación y Natividad (1452), por Petrus Christus Gemäldegalerie, Berlín.

Los personajes secundarios de la composición, José de Arimatea en la izquierda y Nicodemo en la derecha, son objeto de una atención especial. Dispuestos en el primer plano, Petrus Christus invita al espectador, de acuerdo con el juego de la pasión de la época, para identificar Nicodemo que le dijo a José de Arimatea: «Tú sujeta por la cabeza, yo lo sujetaré por los pies». La intimidad de la escena en primer plano y la falta de desarrollo espacial hacen de esta pintura un «cuadro vivo».
Los personajes, los tipos de caras, los drapeados de las vestimentas son similares a la Anunciación  y la Natividad  de 1452, conservados en Berlín. La disposición de los personajes es similar a la de la Natividad , y algunas figuras toman las mismas posturas.

## Datación
Los estudios de la reflectografía infrarroja inducen una datación hacia el 1450. El diseño subyacente de los personajes se basa en hechuras de paralelas apretadas, técnica empleada por Christus en ese periodo. La Lamentación es probablemente anterior a las obras de Berlín, donde los efectos de volumen han sido previstos a nivel de dibujo subyacente mediante un rayado cruzado. Otras propuestas de datación, con base en consideraciones del estilo o del tema, han estado realizadas por los historiadores del arte. Algunos autores han fechado en los años 1440, 1450 y 1460. Aunque probablemente fue destinada, por sus pequeñas dimensiones, a una devoción particular, la Lamentación pudo haber formado parte de un retablo más grande compuesto de varios paneles que representaban el ciclo de la Pasión.
La tabla de la obra se redujo en un determinado momento de su historia, tal vez durante su inserción en un nuevo marco. Que debió hacerse rápido después de su ejecución, porque las copias de principios del siglo XVI ya tienen este formato.

## Copias
Dos copias de la pintura, desde el taller de Adrian Ysenbrandt o Ambrosius Benson, fueron realizadas a principios del siglo XVI. Una de estas copias se encuentra en Las Hormazas, España, en la iglesia de San Esteban; esta copia española, según Joel M. Upton, forma parte de un tríptico, cuyo panel de la izquierda representa a San Antonio y un donante, como también se observa en el altar de Christus en Copenhague. Upton sugiere que la Lamentación del MET es posiblemente una versión más pequeña del panel principal de un retablo del que queda únicamente el panel de Copenhague.
Otra copia fue vendida por Sotheby's en Londres el 8 de abril de, 1981. Se publicó una foto de la tabla adquirida por la galería Heuvel y atribuida al pintor Adrien Ysenbrandt. 
La tabla pudo ser llevada a Italia donde fue inspiración de un relieve en mármol de Antonello Gagini para la catedral de Palermo en Sicilia. Su Lamentación datada por el autor en 1507 es una composición híbrida tanto de la Lamentación de Nueva York como de la de Bruselas. Se hace hincapié, sobre todo, de la composición ovalada del grupo de personajes.

## Otras lamentaciones de Christus
La Lamentación Museo Metropolitano de Arte es diferente de las otras dos lamentaciones atribuidos a Petrus Christus, y la comparación de estas obras, con un intento de filiación o de lo contrario no afiliación a la obra de Jan van Eyck, es en parte debido a las diversas opiniones de los historiadores del arte en la fecha de creación. Por otra parte, en relación con la Piedad del Louvre, la ficha del museo asigna la tabla en lugar de Petrus Christus a un pintor de su entorno, quizás imitando su arte en el sur de Italia, lo que podría llevar al autor de varios obras atribuidas antes a Christus, a veces llamado "Maestro de la Crucifixión de Dessau". La Lamentación de Bruselas, muestra la influencia de Rogier van der Weyden.Los personajes principales reflejan las figuras centrales del Descendimiento de la cruz (Rogier van der Weyden)|Descendimiento de la Cruz del Museo del Prado en Madrid. La escena se coloca ante un vasto paisaje en el que Jerusalén se representa como una ciudad flamenca a finales de la Edad Media . El paisaje es más detallado, los personajes son más numerosos; además de las personas que tradicionalmente están presentes hay un par de espectadores entristecidos a la derecha de la tabla. 

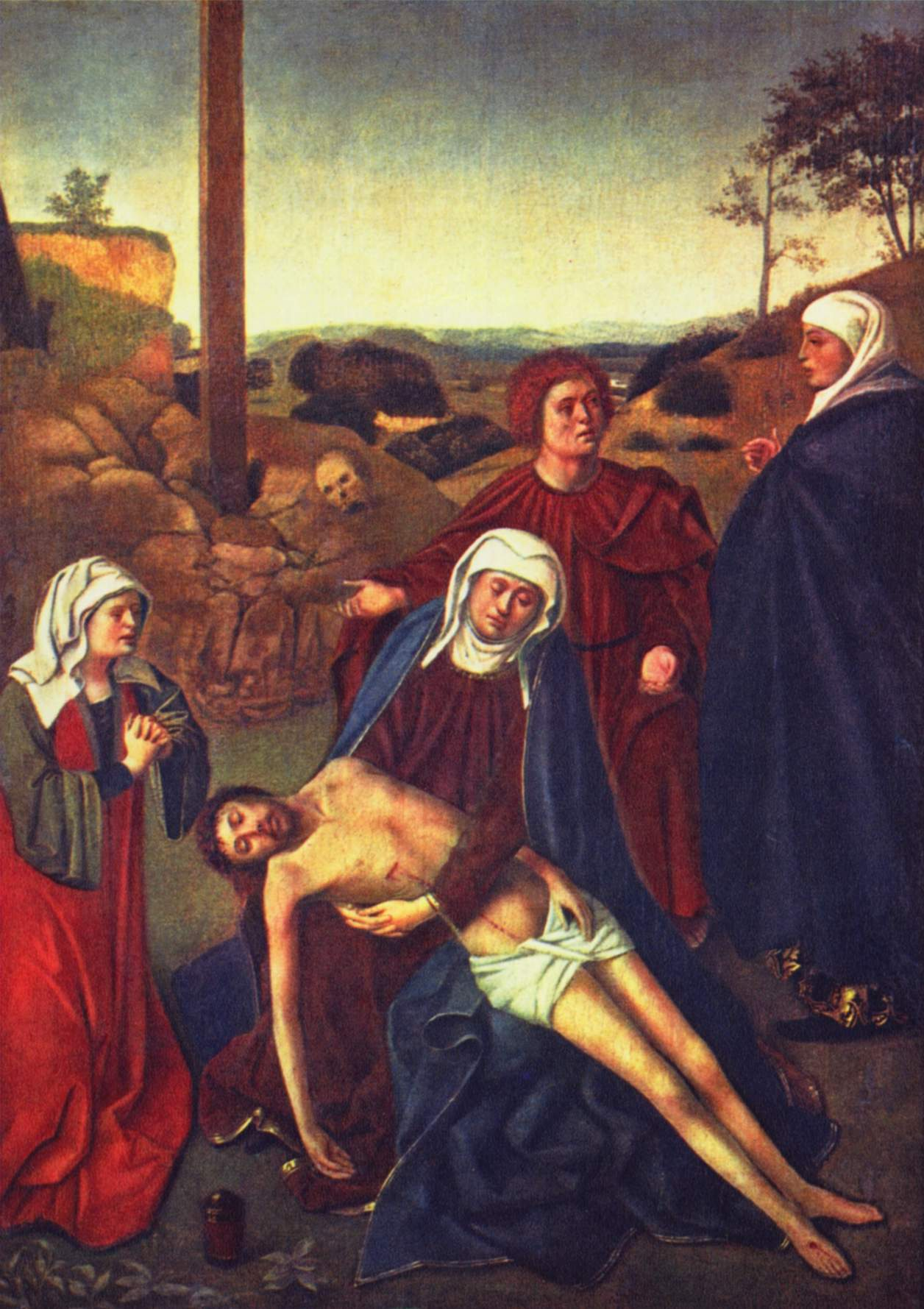
Pietà, Museo del Louvre
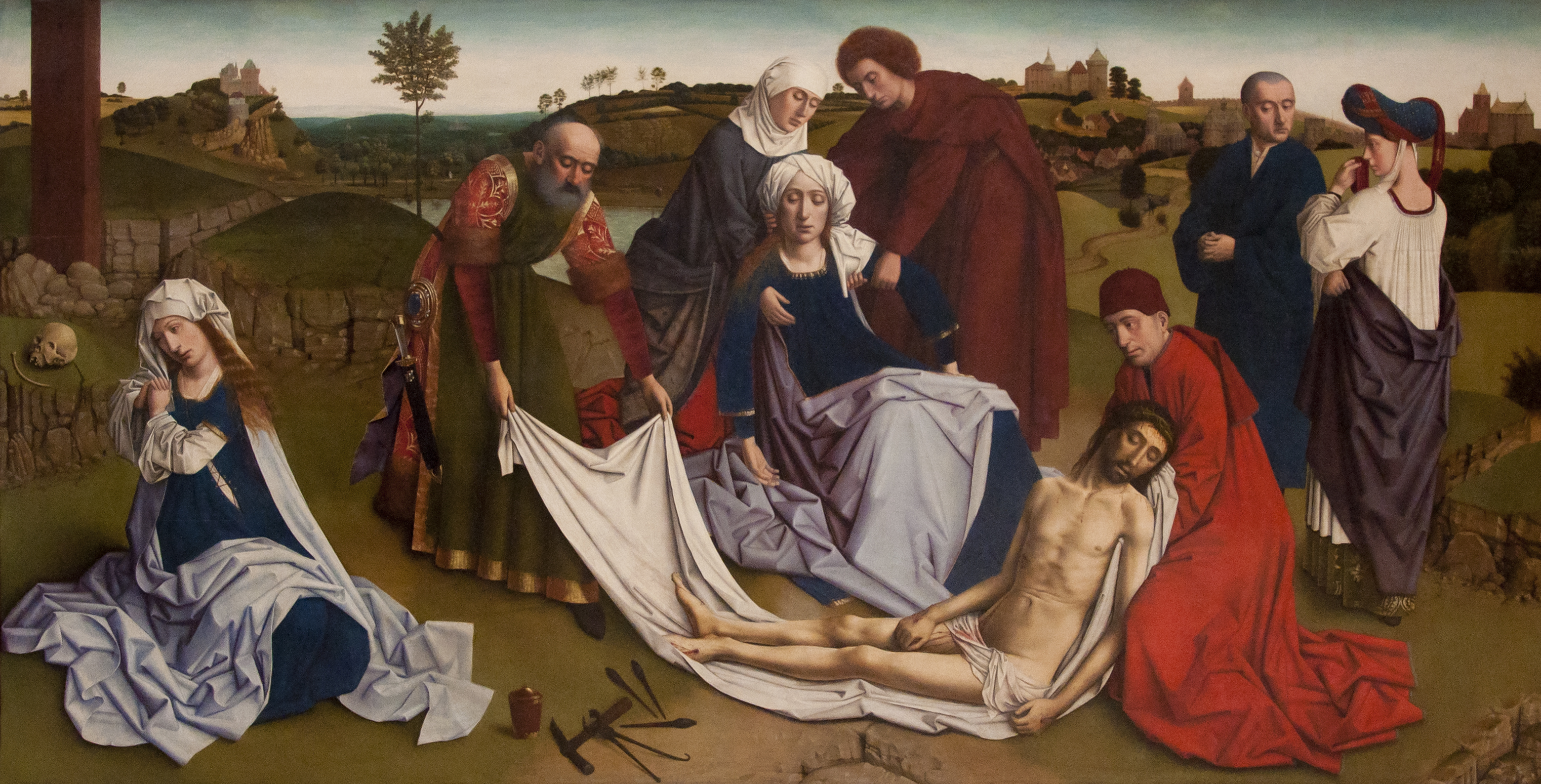
Lamentación, Bruselas